# Duncan Black
Pour les articles homonymes, voir Black.
Duncan Black (23 mai 1908 - 14 janvier 1991) était un économiste écossais qui a posé les bases de la théorie du choix social. Il a mis en lumière des travaux oubliés de plusieurs pionniers en science politique, dont Charles Dodgson, et a créé la méthode Black.

## Théories
Duncan Black a mis au point la « théorie de l'électeur médian », qui stipule que : « aucune autre politique ne peut être préférée par une majorité d'électeurs au point idéal médian ». Selon Black, c'est cette politique qu'appliquent les politiciens, qui ne se soucient que de leur réélection. Cette théorie inspirera les économistes et politologues de l'école du Public Choice, notamment représentée par Anthony Downs, William Niskansen, William Nordhaus et Mancur Olson. Duncan Black aurait eu l'idée d'établir cette théorie à la suite de l'observation d'un travail de plomberie à son domicile . Bien que la pression de l'eau soit en théorie identique dans un circuit hydraulique, à la suite d'une fuite, les conséquences seront différentes en fonction de la position de la sortie d'eau dans le circuit. Duncan Black a eu l'idée de comparer le point idéal médian à la localisation du point de fuite. Exemple : une fuite, située en hauteur et éloignée du centre de l'habitation, aura des conséquences fort différentes d'une fuite située en bas et au centre du réseau hydraulique. La pression de l'eau identique en tout point avant la fuite représente le poids identique de chaque votant avant les résultats du vote. La recherche du point idéal médian équivaudrait à rechercher le point de fuite "médian" dans un circuit d'eau ou autre fluide. Pour l'anecdote de nouvelles images basées sur l'électricité (tension, courant, résistance) sont parfois utilisées dans les universités américaines (dont la célèbre Université de Californie) afin de vulgariser le concept et de fait il est de plus en plus souvent utilisé dans le discours politique moderne.